# Đài địa

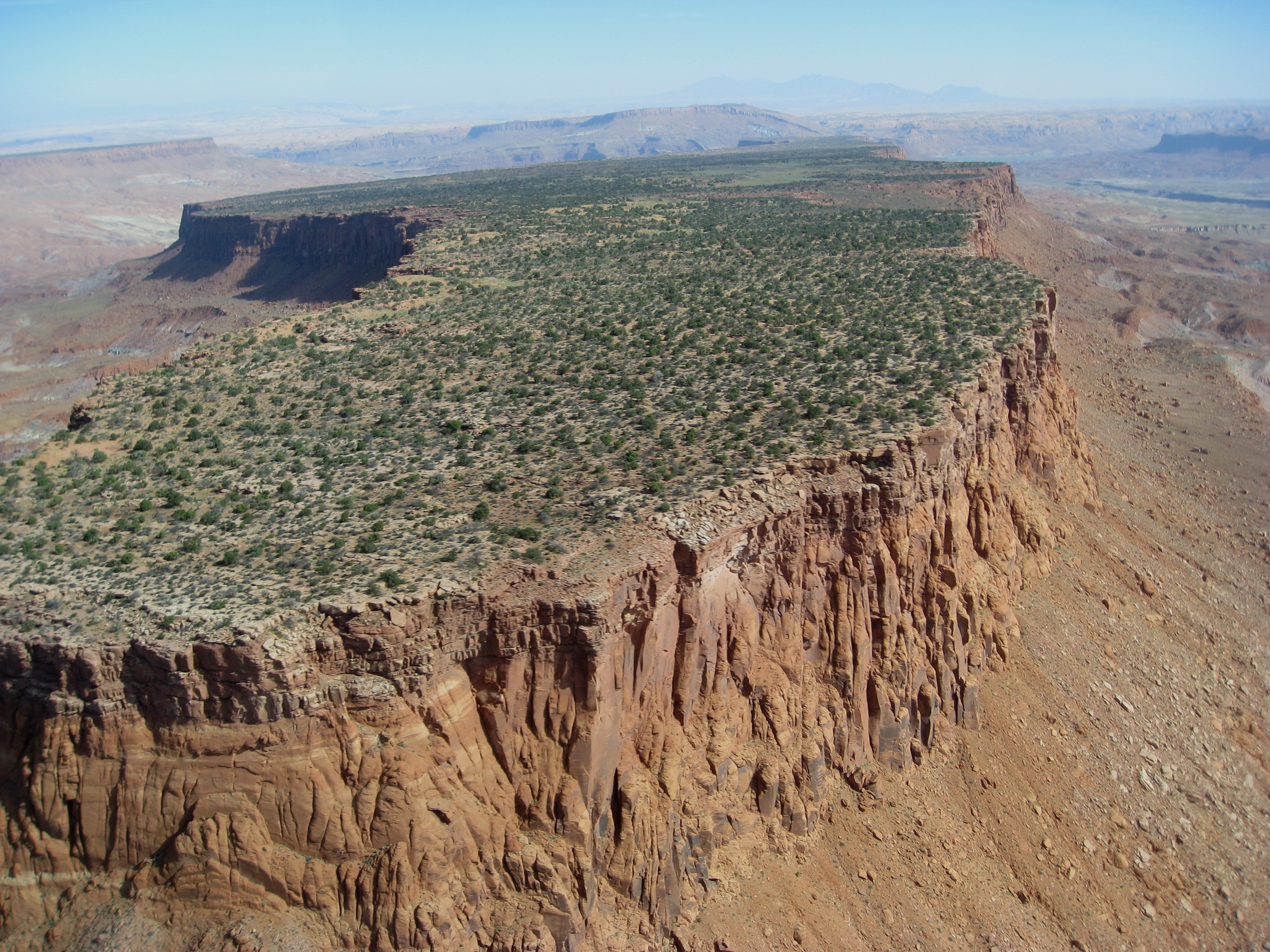
Mesa - ngọn núi có đỉnh bằng, nằm ở Thung lũng Tượng đài, xứ Navajo.

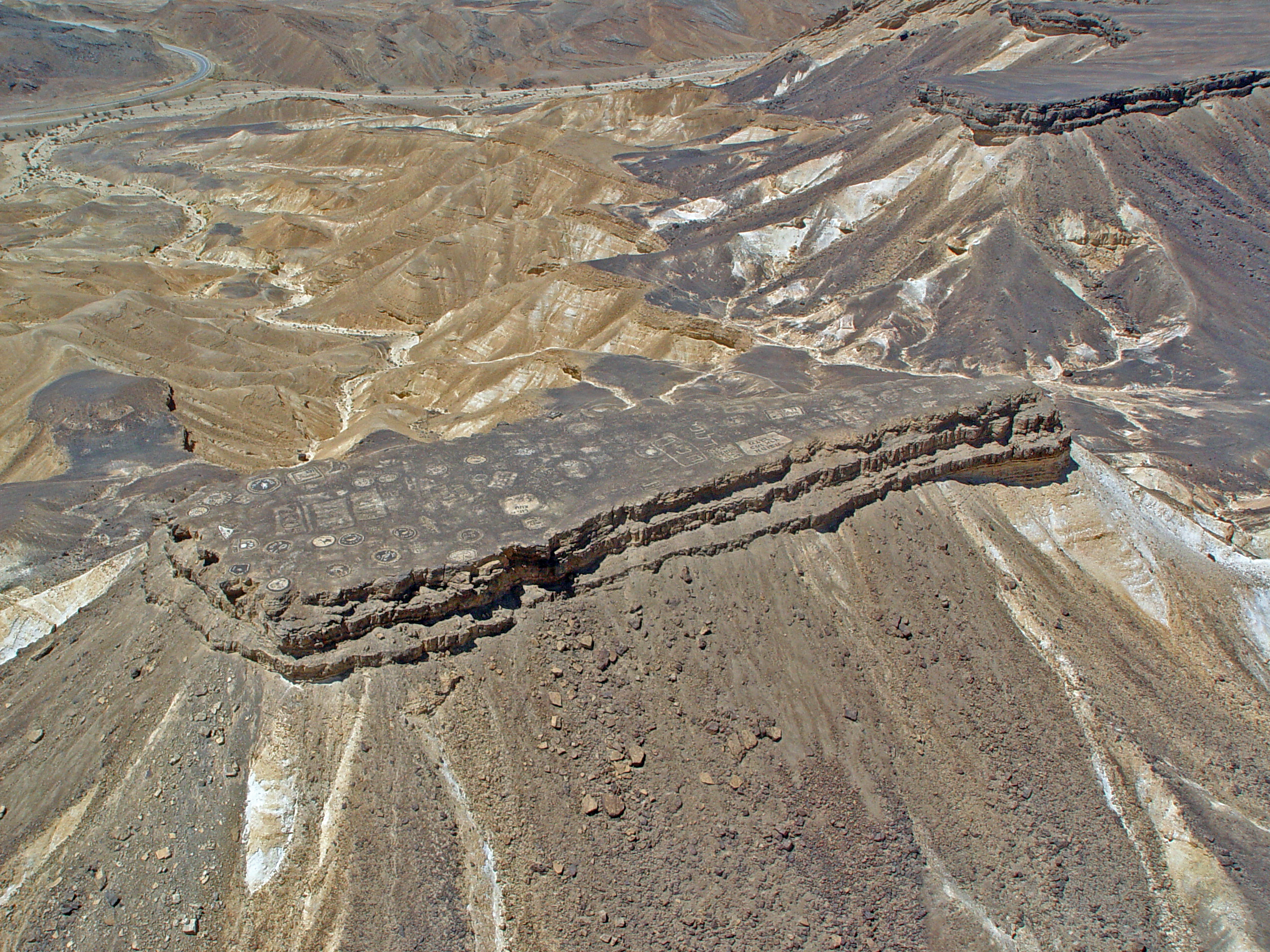
Har Qatum, núi có đỉnh bằng, nằm ở rìa phía nam của Makhtesh Ramon, Israel.

Đài địa (chữ Anh: Table hoặc Tableland), là địa mạo bằng phẳng có diện tích nhô lên khá lớn và chiều cao so với mặt nước biển khá thấp. Mặt chóp bằng phẳng giống như bục giảng, chung quanh có vách đá dựng đứng, nhô lên trên vùng đất thấp lân cận. Do sự nâng lên không liên tục của kiến tạo, khiến nó phần lớn phân bố ở rìa đồi núi hoặc sơn gian. Có người cho rằng đài địa là một loại cao nguyên, nhưng thông thường mà nói, một khu vực rộng lớn và bằng phẳng có chiều cao so với mặt nước biển khá thấp thì gọi là đồng bằng, một khu vực rộng lớn và bằng phẳng có chiều cao so với mặt nước biển khá cao gọi là cao nguyên. Đài địa là trung gian giữa hai loại này, chiều cao từ một trăm đến vài trăm mét so với mặt nước biển. Vì vậy khi plateau hoặc tableland phiên dịch sang tiếng Việt, cần chú ý độ cao địa hình của nó. Nói một cách đơn giản, đài địa là gò đồi bị xói mòn đến bằng phẳng với độ dốc thoai thoải.
Căn cứ vào nguyên nhân hình thành có thể chia thành đài địa kiến tạo, đài địa xói mòn và đài địa đóng băng - tan băng. Căn cứ vào thành phần vật chất có thể chia thành đài địa đá gốc, đài địa hoàng thổ, đài địa hồng thổ.

## Phân loại
Đài địa là ngọn núi có nền đất yếu bị mưa gió bào mòn, chỉ còn lại nền đất cứng có hình dạng bục giảng. Nó được mô tả như một con tàu nổi trên đất liền hoặc một hòn đảo đơn độc trên đất liền. Đài địa là một loại hình thái địa hình chuyển tiếp từ cao nguyên sang gò đồi hoặc núi thấp. Nguyên nhân chủ yếu hình thành đài địa có hai loại: núi lửa phun trào và địa tầng nâng lên.
- Chiếu theo nguyên nhân hình thành chia làm: đài địa kiến tạo, đài địa xói mòn và đài địa đóng băng - tan băng
- Chiếu theo thành phần vật chất chia làm: đài địa đá gốc, đài địa hoàng thổ và đài địa hồng thổ.

## Đài địa nổi tiếng

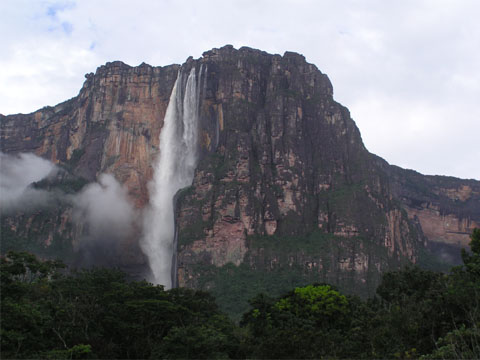
Thác Ángel nằm trên núi Auyán - đài địa lớn nhất ở trên cao địa Guiana.

- Một ngọn núi có mặt chóp bằng phẳng nằm ở tỉnh Tây Cape, Nam Phi, cao 1.086 mét  (3.566 ft) so với mặt nước biển, rộng khoảng 3 kilômét, có toạ độ là 33°57'N, 18°25′Đ.[2]
- Những ngọn núi có đỉnh bằng được gọi là mesa, nằm trong cao nguyên Colorado, Hoa Kỳ.
- Núi Roraima, nằm ở cao địa Guiana, bắc ngang biên giới ba nước: Venezuela, Guyana và Brazil. Có rất nhiều ngọn núi hình bục giảng tương tự Roraima ở cao địa Guiana. Ngọn núi kiểu này được gọi là tepui trong tiếng địa phương. Đây là nơi sinh sống của 4.000 loài động thực vật, bao gồm bọ hung Charagmophorus, loài thực vật ăn thịt như Drosera rotundifolia, Heliamphora - được mệnh danh là "bình hoa của thần Venus".